# Scott LaFaro
Scott LaFaro   (Newark, 3 d'abril de 1936 - Flint, 6 de juliol de 1961) fou un contrabaixista de jazz americà conegut per a la seva feina amb el Bill Evans Trio. LaFaro va innovar en l'ús l'instrument, desenvolupant un mode d'acompanyament contrapuntístic em comptes de tocar línies de baix tradicionals, així com la seva virtuositat era pràcticament inigualable per qualsevol dels seus contemporanis. Malgrat la seva curta carrera, continua sent un dels contrabaixistes de jazz més influents, i la revista Bass Player el va classificar 16 entre els 100 millors baixistes de tots els temps.

## Primers anys
Nascut a Newark, Nova Jersey, Estats Units, el fill d'un músic de big band, LaFaro tenia cinc anys quan la seva família es va traslladar a Geneva, Nova York. Va començar a tocar el piano als deu anys, el clarinet baix i saxo tenor quan va entrar a l'institut. Amb el contrabaix va començar als 18, abans d'entrar a la universitat, perquè aprendre un instrument de corda era obligatori pels estudiants de música. Després de tres mesos a Ithaca College, es va concentrar en el contrabaix. Va tocar en grups al College Spa i al Joe's Restaurant a Ithaca.

## Carrera
El 1955 va entrar a la big band de Buddy Morrow. Va deixar la formació per treballar en Los Angeles. LaFaro estudiava de 6 a 12 hores al dia, llegint partitures de clarinet per millorar el seu registre agut en el contrabaix. El baixista Red Mitchell li va ensenyar la tècnica de com tocar les cordes amb els dits índex i mig de forma independent. Durant 1958, LaFaro va tocar amb el grup del pianista/vibrafonista Victor Feldman.
El 1959, després de treballar amb trompetista Chet Baker, el pianista Stan Kenton, el vibrafonista Cal Tjader i el clarinetista Benny Goodman LaFaro va tornar a la costa est i va començar a tocar amb Bill Evans, que recentment havia deixat el sextet de Miles Davis. Amb Evans i el bateria Paul Motian va desenvolupar l'estil contrapuntístic que caracteritzaria la seva forma de tocar. Evans, LaFaro, i Motian es van comprometre a la idea que tres veus havien de tenir el mateix pes en el trio, desenvolupant junts una sola idea musical, i sovint sense cap músic marcant explícitament el tempo.
Als finals 1960, LaFaro tenia molta demanda com a contrabaixista. Va substituir Charlie Haden a la banda d'Ornette Coleman el gener 1961. Durant un temps, Haden i LaFaro va compartir un apartament. També va tocar a la banda d'en Stan Getz entre feines amb el trio de Bill Evans. Durant aquell temps va rebre una carta de Miles Davis, cosa que suggereixen que Davis el va voler contractar.
El juny de 1961, el trio de Bill Evans va començar dues setmanes d'actuacions al Village Vanguard a Nova York. L'últim dia va ser gravat en dos àlbums, Sunday ar the Village Vanguard i Waltz for Debby.

## Mort
LaFaro va morir en un accident d'automòbil el 6 de juliol de 1961, a Flint, Nova York, a la U.S Route 20 entre Geneva i Canandaigua, quatre dies després d'acompanyar Stan Getz al Festival de Jazz del Newport. Segons Paul Motian, la mort de LaFaro va deixar a Bill Evans "en un estat de xoc" i "com un fantasma". Tocava "I Loves You Porgy" de forma obsessiva, una cançó que havia esdevingut sinònim amb ell i LaFaro. Evans va parar actuar durant diversos mesos.

## Elements publicats pòstumament
El 1988, el segell discogràfic Insights de RVC Corporations al Japó va publicar Memories for Scotty. L'àlbum incloia cinc pistes gravades a Nova York durant l'any 1961 amb el pianista Don Friedman i el bateria Pete LaRoca.
L'any 2009, Resonance Records van reestrenar les cinc pistes de Memories for Scotty com Peces de Jade, juntament amb vint-i-dos minuts de LaFaro i Bill Evans practicant "My Foolish Heart" durant un assaig de l'any 1960.També al 2009, la University of North Texas Press va publicar Jade Visions, una biografia de LaFaro feta per la seva germana Helene LaFaro-Fernandez, amb una discografia extensa.

## Honors
El 5 de març de 2014, l'ajuntament de Geneva (Nova York) va aprovar fer el 3 d'abril el dia de Scott LaFaro. El 4 d'abril de 2014 es va celebrar una cerimònia per rebatejar un carrer cèntric Carrer Scott LaFaro.
Segons Joachim Berendt, la innovadora forma amb la que LaFaro enfocava el contrabaix va crear una "emancipació", introduint "tantes possibilitats que es pensava que eren impossibles per als contrabaixistes poc temps enrere".
El contrabaixista Charlie Haden recordava,
| «                                               | When I was in L.A., Scotty LaFaro and I roomed together. He would practice for hours: he had all these Sonny Rollins solos he had written out in bass clef! I remained close friends with Scotty in New York, and would go over there to see and admire them, and Scotty and Paul would come over to the Five Spot, too. When Scotty was killed at age 25 (I was 24), I was devastated — I couldn't play for months. I never knew how Scotty felt about my playing until Paul told me later that the first time Paul heard me it was because Scotty had dragged him out in a snowstorm, "You've got to hear this great bass player with Ornette!" | » |
| — Ethan Iverson, "Interview with Charlie Haden" | |   |

## Discografia

### Com a líder
- The Legendary Scott LaFaro (Audio Fidelity, 1978) Japó

### Com acompanyant
Amb Ornette Coleman
- Free Jazz: A Collective Improvisation (Atlàntic, 1961)
- Ornette! (Atlàntic, 1962)
- The Art of the Improvisers (Atlàntic, 1970) – gravat entre 1959-60
- Twins (Atlàntic, 1971) – gravant entre 1959-61

Amb Bill Evans
- Portait in Jazz (Riverside, 1960)
- Explorations (Riverside, 1961)
- Sunday at the Village Vanguard (Riverside, 1961)
- Waltz for Debby (Riverside, 1962) – gravat el 1961
- The Complete Village Vanguard Recordings, 1961 (Riverside, 2005) – gravat el 1961
- The 1960 Birdland Sessions (Fresh Sound, 2005) – gravat el 1960

Amb Victor Feldman
- The Arrival of Victor Feldman (Contemporary, 1958)
- Latinsville! (Contemporary, 1960)

Amb Don Friedman
- Memories for Scotty (Insights, 1988) – reestrenat com a Peces de Jade (Ressonance, 2009)

Amb Stan Getz i Cal Tjader
- Cal Tjader-Stan Getz Sextet (Fantasy, 1958)

Amb Hampton Hawes
- For Real! (Contemporary, 1961) – gravat el 1958

Amb Booker Little
- Booker Little (Time, 1961)

Amb Pat Moran McCoy
- This Is Pat Moran (Audio Fidelity, 1958) – gravat el 1957

Amb Marty Paich
- The Broadway Bit (Warner Bros., 1959)

Amb Gunther Schuller
- Jazz Abstractions (Atlantic, 1960)

Amb Tony Scott
- Sung Heroes (Sunnyside, 1959)